# Bristenstock
Bristenstock är ett berg i Schweiz.   Det ligger i kantonen Uri, i den centrala delen av landet, 100 km öster om huvudstaden Bern. Toppen på Bristenstock är 2 913 meter över havet.
Terrängen runt Bristenstock är huvudsakligen mycket bergig. Närmaste större samhälle är Erstfeld, 9,8 km norr om Bristenstock. 
Trakten runt Bristenstock består i huvudsak av gräsmarker. Runt Bristenstock är det glesbefolkat, med 11 invånare per kvadratkilometer.